# Idrettslaget Koll
Idrettslaget Koll är en sportklubb från Oslo, Norge. Klubben är aktiv inom fotboll, friidrott, volleyboll, löpning, orientering, innebandy och backhoppning.
Klubben grundades 3 november 1940 genom en sammanslagning av två pojkklubbar (den ena kallad "Troll" och den andra utan namn). Ursprungligen hette klubben Troll, men bytte till sitt nuvarande namn när den sökte inträde i Norges Idrettsforbund 1945, eftersom det redan fanns en klubb med namnet Troll. Samma år fick tjejer gå med i klubben.
De första åren ingick backhoppning, orientering och tennis bland klubbens sporter. Senare tillkom handboll (damer) 1945, fotboll (herrar) 1947, handboll (herrar) 1950, friidrott, fotboll (damer) 1978, volleyboll 1986 och klättring 1998. Mellan 1947 och 1956 ingick även bågskytte.
Klubben var under tiden efter slutet av andra världskriget en av Norges främsta orienteringsklubbar. Under 1960-talet byggdes bostäder på den plats där klubben tidigare haft sin skidback, varför backhoppning försvann från programmet, tidigare hade klubben varit relativt framgångsrik även där. Överlag var aktiviteten i klubben låg under decenniet och den hotades av nedläggning.
Klubbens damlag i volleyboll blev från och med 1990-talet Norges mest framgångsrika med ett stort antal segrar i Norgesmesterskapet och Eliteserien